# Tallinn-Tartu Grand Prix 2009
Il Tallinn-Tartu Grand Prix 2009, ottava edizione della corsa, valida come evento dell'UCI Europe Tour 2009 categoria 1.1, si svolse il 29 maggio 2009 su un percorso totale di 177,5 km. Fu vinto dall'estone Erki Pütsep, che terminò la gara in 3h47'25" alla media di 46,83  km/h.
Al traguardo 87 ciclisti portarono a termine il percorso.

## Ordine d'arrivo (Top 10)
| Pos. | Corridore       | Squadra        | Tempo    |
| ---- | --------------- | -------------- | -------- |
| 1    | Erki Pütsep     | Bourgas        | 3h47'25" |
| 2    | Jaan Kirsipuu   | Geofco-Jartazi | s.t.     |
| 3    | Gert Jõeäär     | Meridiana      | s.t.     |
| 4    | Vitaliy Popkov  | ISD-Sport      | a 3"     |
| 5    | Urmo Utar       | Meridiana      | a 3'15"  |
| 6    | Yehor Dementyev | ISD-Sport      | s.t.     |
| 7    | Normunds Lasis  | Bourgas        | s.t.     |
| 8    | Frank Dressler  | Differdange    | s.t.     |
| 9    | Markku Ainsalu  | Estonia        | a 3'21"  |
| 10   | Allar Karu      | Meridiana      | a 3'31"  |